# 양지로 (원주시)
양지로(Yangji-ro)는 강원특별자치도 원주시 반곡관설동 봄마중삼거리에서 행구동 살구둑삼거리 까지 연결하는 도로이다.

## 주요 경유지
강원특별자치도
- 원주시 (반곡관설동 . 행구동)

## 노선
| 이름           | 접속 노선        | 소재지 | 소재지     | 비고 |
| -------------- | ---------------- | ------ | ---------- | ---- |
| 봄마중삼거리   | 배울로           | 원주시 | 반곡관설동 |      |
| 미리내사거리   | 입춘로           | 원주시 | 반곡관설동 |      |
| 양지뜰삼거리   | 미래로 양지뜰2길 | 원주시 | 반곡관설동 |      |
| 삼보사거리     | 건강로 양지뜰1길 | 원주시 | 반곡관설동 |      |
| 웅비삼거리     | 황금로           | 원주시 | 반곡관설동 |      |
| (생태터널)     |                  | 원주시 | 반곡관설동 |      |
| 황새쟁이사거리 | 혁신로           | 원주시 | 반곡관설동 |      |
| 오리현천교     |                  | 원주시 | 반곡관설동 |      |
|                | 행구동           | 원주시 |            |      |
| 오리현사거리   | 오리현길         | 원주시 |            |      |
| 살구둑삼거리   | 행구로           | 원주시 |            |      |

## 주요 건물 및 시설
- 파리바게뜨 원주혁신도시중앙점 (양지로 50/반곡동 1899-1)
- CU 원주코아루시티점 (양지로 58/반곡동 1897-4)
- 투썸플레이스 원주혁신도시점 (양지로 68/반곡동 1897-1)
- 메가박스 원주혁신 (양지로 80/반곡동 1903-2)
- 치악지구대 (양지로 90/반곡동 1924-1)